# Hemitaurichthys
Genre
Hemitaurichthys est un genre regroupant quatre espèces de poissons appartenant à la famille des Chaetodontidae (les « poissons-papillons »).

## Liste des espèces
Selon FishBase (11 novembre 2016) et World Register of Marine Species (11 novembre 2016) :
- Hemitaurichthys multispinosus Randall, 1975
- Hemitaurichthys polylepis (Bleeker, 1857)
- Hemitaurichthys thompsoni Fowler, 1923
- Hemitaurichthys zoster (Bennett, 1831)

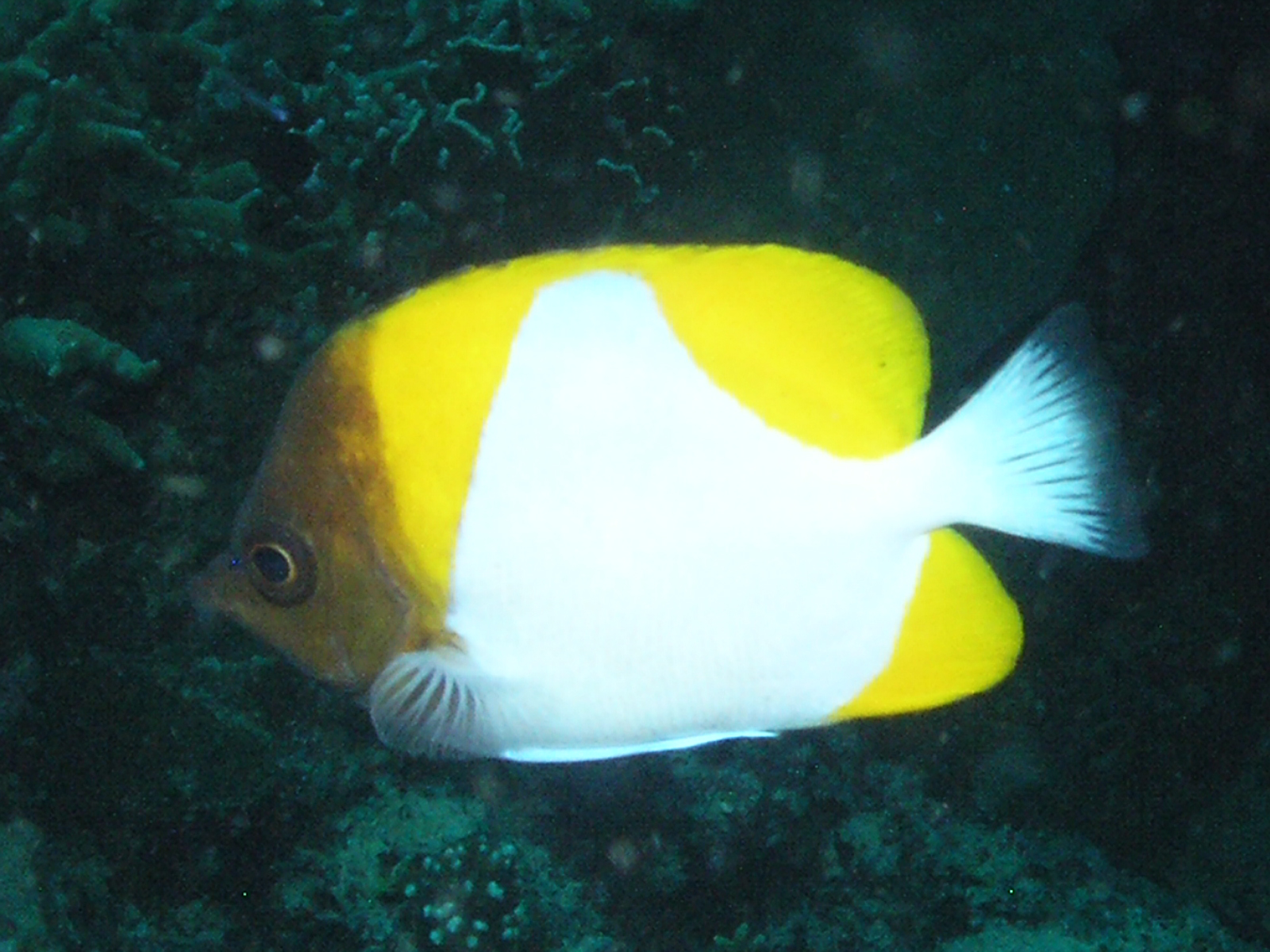
Hemitaurichthys polylepis
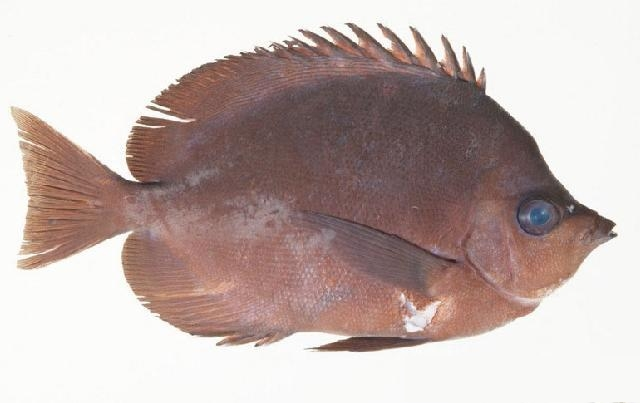
Hemitaurichthys thompsoni
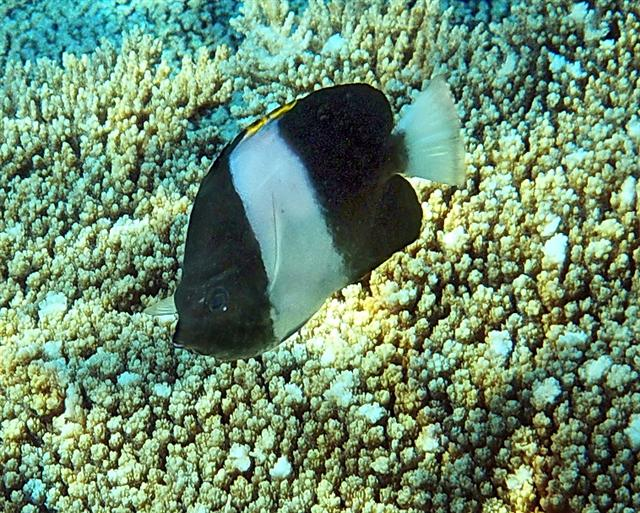
Hemitaurichthys zoster